# كارين كرانتزكي
كارين كرانتزكي (بالإنجليزية: Karen Krantzcke)‏ مواليد 01 فبراير 1946 في بريزبان - الوفاة 11 أبريل 1977 في تالاهاسي، فلوريدا، الولايات المتحدة، كانت لاعبة كرة مضرب أسترالية. كما أنها إحدى بطلات الجراند سلام. أعلى تصنيف لها في الفردي كان المركز الـ 9 في سنة 1970.

## الوفاة
توفيت في سن الـ 31 بعد تعرضها لنوبة قلبية أثناء الركض.

## الخط الزمني للفردي
مفتاح
| ف | ن | ن.ن | ر.ن | د# | د.م | ل | أ.أ | ت | غ | ب | ف | ذ | م.خ | ل.ت |

(ف) فاز بالبطولة (ن) وصل النهائي (ن.ن) نصف النهائي (ر.ن) ربع النهائي (د#) الأدوار الأربعة الأولى (د.م) دور المجموعات (ل) شارك في كأس ديفيز (أ.أ) خرج من الأدوار الاولى (ت) خسر التصفيات التأهيلية (غ) غاب عن الحدث أو البطولة (ب) حصل على ميدالية برونزية (ف) حصل على ميدالية فضية (ذ) حصل على ميدالية ذهبية (م.خ) بطولة الماسترز خُفضت إلى مرتبة أقل (ل.ت) البطولة لم تعقد في السنة المعينة.
لتجنب الارتباك وازدواجية الحساب، يتم تحديث هذه المعلومات إما في نهاية البطولة، أو عندما تكون مشاركة اللاعب في البطولة قد انتهت.
| الدورة           | 1964 | 1965 | 1966 | 1967 | 1968 | 1969 | 1970 | 1971 | 1972 | 1973 | 1974 | 1975 | 1976 | 1977 | 1977 |
| ---------------- | ---- | ---- | ---- | ---- | ---- | ---- | ---- | ---- | ---- | ---- | ---- | ---- | ---- | ---- | ---- |
| أستراليا         | د2   | د2   | د3   | د3   | ر.ن  | ر.ن  | ن.ن  | غ    | د3   | ر.ن  | ر.ن  | غ    | غ    | ن.ن  | غ    |
| فرنسا            | غ    | غ    | غ    | غ    | د3   | د2   | ن.ن  | غ    | د3   | غ    | غ    | غ    | غ    | غ    | غ    |
| بطولة ويمبلدون   | غ    | غ    | د4   | د3   | د2   | د4   | ر.ن  | غ    | د2   | د2   | د4   | غ    | غ    | غ    | غ    |
| الولايات المتحدة | غ    | غ    | غ    | غ    | د3   | ر.ن  | غ    | غ    | د3   | د3   | د3   | غ    | غ    | غ    | غ    |

## روابط خارجية
- كارين كرانتزكي على موقع رابطة محترفات التنس (الإنجليزية)
- كارين كرانتزكي على موقع الاتحاد الدولي لكرة المضرب (الإنجليزية)
- كارين كرانتزكي على موقع كأس بيلي جين كينغ (الإنجليزية)
- كارين كرانتزكي على موقع خلاصة التنس.كوم (الإنجليزية)